# 羅茲索胡瓦捷 (馬爾基夫卡區)
49°32′31″N 39°38′17″E / 49.54194°N 39.63806°E
羅茲索胡瓦泰（烏克蘭語：Розсохувате）是位於烏克蘭東部的村莊，由盧甘斯克州舊比利斯克區的馬爾基夫卡市鎮負責管轄。該村始建於1702年，面積0.93平方公里，海拔高度151米，2001年人口383，人口密度每平方公里412.3人。